# Parti progressiste national
Pour les articles homonymes, voir Parti progressiste.
Le Parti progressiste national (PPN) est un ancien parti politique de droite du canton de Neuchâtel, en Suisse.

## Historique
Lors de la grève générale de 1918, des gardes civiques opposées à la grève sont créées au Locle - l'Union helvétique - et à La Chaux-de-Fonds - Ordre et Liberté. L'année suivante, ces deux mouvements fusionnent pour donner naissance au Parti progressiste national. Le but est alors d'unifier les partis radical-démocratique et libéral, un objectif qui n'est véritablement atteint qu'au Locle. Le PPN entre au Conseil d'État, le gouvernement du canton de Neuchâtel, dès 1919 avec Edgar Renaud, qui y reste jusqu'en 1949. En 1922, le PPN obtient, avec l'élection d'Ernest Strahm, un second siège, mais il est perdu trois ans plus tard. En plus de Renaud et Strahm, trois autres représentants du PPN siègeront au Conseil d'État: Edmond Guinand, Jacques Béguin et Jean-Claude Jaggi. C'est également en 1922 que le PPN obtient ses meilleurs résultats au Grand Conseil avec 18 élus sur 107. Son unique conseiller national, Arnold Bolle, siège de 1922 à 1931. François Faessler sera, lui, président de la ville du Locle de 1948 à 1952. En 1981, le PPN fusionne avec le Parti libéral, qui fusionnera à son tour avec le Parti radical-démocratique en 2008.
Ce parti milite pour la Communauté professionnelle entre patrons et salariés.

## Nombre de députés au Grand Conseil
- 1919: 10
- 1922: 18
- 1925: 16
- 1928: 16
- 1931: 11
- 1934: 10
- 1937: 11
- 1941: 10
- 1945: 9
- 1949: 12
- 1953: 8
- 1957: 1
- 1961: 11
- 1965: 11
- 1969: 11
- 1973: 7
- 1977: 7

## Source
Arnold Bolle, Vie civique et politique, 1948, Neuchâtel